# Viktória Azàrenka
Viktória Fiódorovna Azàrenka, més coneguda com a Viktória Azàrenka (belarús: Вікторыя Азарэнка, Азаранка, rus: Виктория Азаренко) és una jugadora de tennis professional belarussa nascuda el 31 de juliol del 1989 a Minsk, Unió Soviètica. L'any 2012 va guanyar el seu primer títol de Grand Slam a l'Open d'Austràlia alhora que va esdevenir número 1 del rànquing individual. Als Jocs Olímpics de Londres 2012 va aconseguir la medalla de bronze en categoria individual quan era la número 1 del rànquing i en dobles mixtos va guanyar la medalla d'or junt amb Maks Mirni.
Es convertí en campiona júnior del món el 2005 després de guanyar diversos Grand Slams en aquesta categoria. Com a professional va tardar uns anys a aconseguir els èxits individualment per, però en dobles mixtos va aconseguir dos títols de Grand Slams ben aviat, el US Open (2007) junt a Mirnyi i el Roland Garros (2008) amb Bob Bryan.

## Biografia
Amb 16 anys, Azàrenka va traslladar la seva residència de Minsk a Scottsdale amb la col·laboració de Nikolai Khabibulin, porter de la lliga National Hockey League i la seva muller, que era íntima amiga de la seva mare. Des de març de 2012 manté una relació amorosa amb el tennista ucraïnès Sergei Bubka Jr, fill del mític saltador de perxa Serguei Bubka.

## Torneigs de Grand Slam

### Individual: 5 (2−3)
| Resultat   | Núm. | Any  | Torneig              | Oponent         | Marcador         |
| ---------- | ---- | ---- | -------------------- | --------------- | ---------------- |
| Guanyadora | 1.   | 2012 | Open d'Austràlia     | Maria Xaràpova  | 6−3, 6−0         |
| Finalista  | 1.   | 2012 | US Open              | Serena Williams | 2−6, 6−2, 5−7    |
| Guanyadora | 2.   | 2013 | Open d'Austràlia (2) | Li Na           | 4−6, 6−4, 6−3    |
| Finalista  | 2.   | 2013 | US Open (2)          | Serena Williams | 5−7, 7−6(6), 1−6 |
| Finalista  | 3.   | 2020 | US Open (3)          | Naomi Osaka     | 6−1, 3−6, 3−6    |

### Dobles femenins: 4 (0−4)
| Resultat  | Núm. | Any  | Torneig              | Parella         | Oponents                                       | Marcador      |
| --------- | ---- | ---- | -------------------- | --------------- | ---------------------------------------------- | ------------- |
| Finalista | 1.   | 2008 | Open d'Austràlia     | Shahar Pe'er    | Alona Bondarenko Katerina Bondarenko           | 6−2, 1−6, 4−6 |
| Finalista | 2.   | 2009 | Roland Garros        | Ielena Vesninà  | Anabel Medina Garrigues Virginia Ruano Pascual | 1−6, 1−6      |
| Finalista | 3.   | 2011 | Open d'Austràlia (2) | Maria Kirilenko | Gisela Dulko Flavia Pennetta                   | 6−2, 5−7, 1−6 |
| Finalista | 4.   | 2019 | US Open              | Ashleigh Barty  | Elise Mertens Arina Sabalenka                  | 5−7, 5−7      |

### Dobles mixts: 4 (2−2)
| Resultat   | Núm. | Any  | Torneig          | Parella      | Oponents                          | Marcador    |
| ---------- | ---- | ---- | ---------------- | ------------ | --------------------------------- | ----------- |
| Finalista  | 1.   | 2007 | Open d'Austràlia | Max Mirnyi   | Elena Likhovtseva Daniel Nestor   | 4−6, 4−6    |
| Guanyadora | 1.   | 2007 | US Open          | Max Mirnyi   | Meghann Shaughnessy Leander Paes  | 6−4, 7−6(6) |
| Guanyadora | 2.   | 2008 | Roland Garros    | Bob Bryan    | Katarina Srebotnik Nenad Zimonjić | 6−2, 7−6(4) |
| Finalista  | 2.   | 2018 | Wimbledon        | Jamie Murray | Nicole Melichar Alexander Peya    | 6−7(1), 3−6 |

## Jocs Olímpics

### Individual
| Any  | Campionat                          | Oponent         | Resultat |
| ---- | ---------------------------------- | --------------- | -------- |
| 2012 | Jocs Olímpics, Londres, Regne Unit | Maria Kirilenko | 6−3, 6−4 |

### Dobles mixtos
| Any  | Campionat                          | Parella    | Oponents                 | Resultat         |
| ---- | ---------------------------------- | ---------- | ------------------------ | ---------------- |
| 2012 | Jocs Olímpics, Londres, Regne Unit | Maks Mirni | Laura Robson Andy Murray | 2−6, 6−3, [10−8] |

## Carrera esportiva

### Inicis (2005−2008)
L'any 2005, Azàrenka va guanyar els Grand Slams de l'Open d'Austràlia i el US Open en categoria júnior individual, gràcies als quals fou nomenada campiona mundial en categoria júnior per la ITF. També va guanyar el seu primer títol ITF a Pétange, Luxemburg. Al Guangzhou va entrar per primera vegada en el quadre principal d'un torneig WTA després de superar tres rondes de qualificació, però en tercera ronda va perdre davant Yan Zi, que en fou la campiona. A la temporada 2006 va disputar diversos torneigs importants que li van permetre assentar-se al circuit professional. El seu millor resultat fou arribar a les semifinals a Taixkent, on va perdre contra Tiantian Sun.

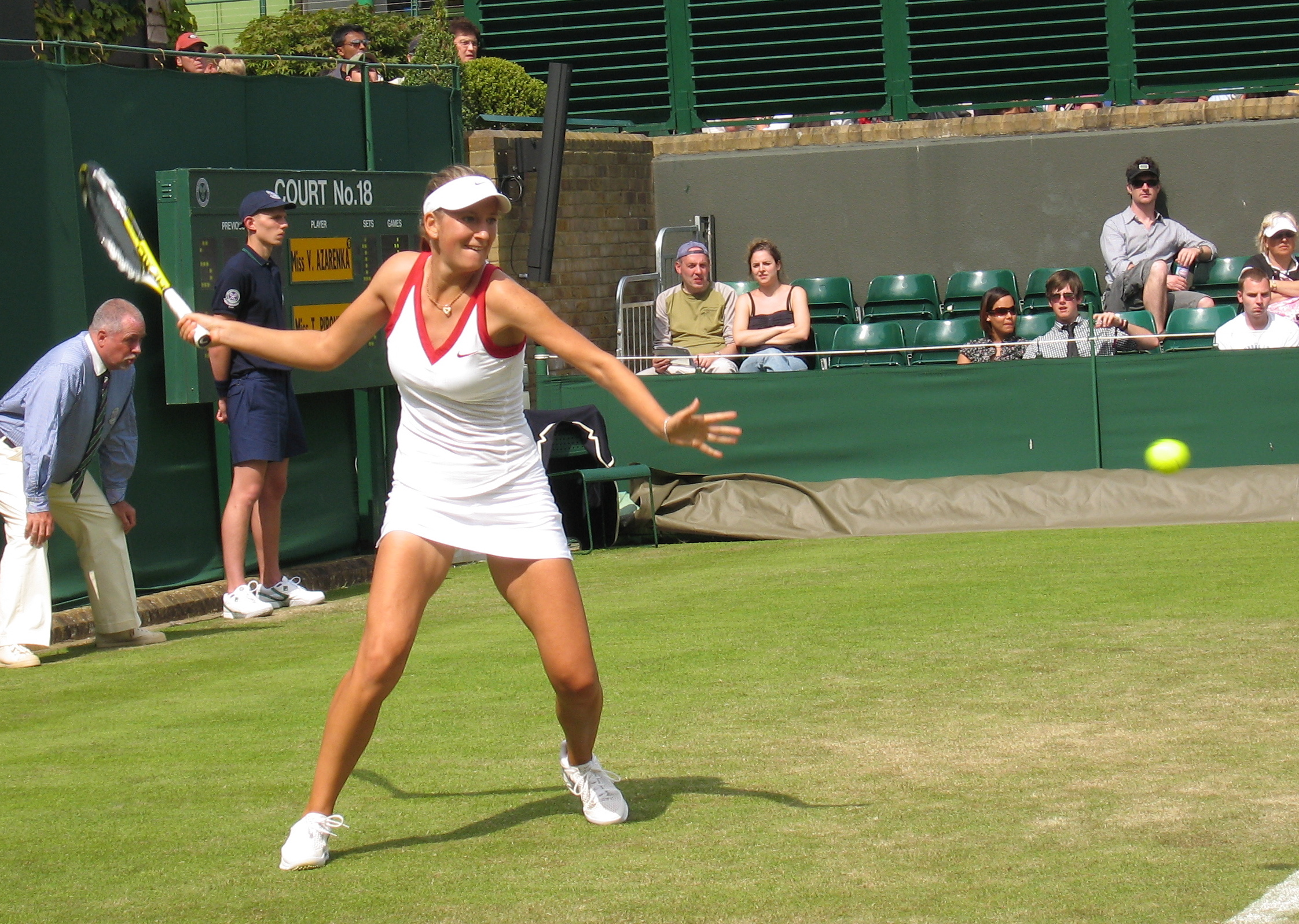
Viktoria Azàrenka a Wimbledon (2008).

El 2007 va començar dins les millors 100 tennistes del món. A l'Open d'Austràlia i a Wimbledon va arribar a tercera ronda on va perdre amb dues caps de sèrie. Això no obstant, a Austràlia va arribar a la final de dobles mixtos junt al seu compatriota Maks Mirni. Al US Open va superar el seu millor resultat arribant a quarta ronda perdent contra Svetlana Kuznetsova i va guanyar el títol de dobles mixtos, novament amb Mirnyi com a parella, derrotant a Meghann Shaughnessy i Leander Paes. Individualment fou finalista a Estoril i a Taixkent, destacant com a millors resultats en torneigs menors. En dobles fou finalista en quatre torneigs amb diverses companyes però tampoc va aconseguir cap títol. Tots aquests resultats li van permetre entrar al Top 30 en ambdues categories, 27 en individuals i 29 en dobles.
Durant la temporada 2008 va demostrar que seguia evolucionant el seu nivell tennístic, tot i que encara no va aconseguir cap títol individual. Només començar l'any va arribar a la final del torneig de Gold Coast, però va perdre contra Li Na. Aquests punts li van permetre arribar a l'Open d'Austràlia com a cap de sèrie per primer cop en un Grand Slam. Tanmateix va perdre a tercera ronda contra la defensora del títol, Serena Williams. En dobles fou finalista junt a Shahar Pe'er però van perdre davant les germanes Katerina i Alona Bondarenko. Al Roland Garros va arribar a quarta ronda perdent contra Kuznetsova i junt a Bob Bryan va aconseguir el seu segon títol de dobles mixtos després de vèncer a Katarina Srebotnik i Nenad Zimonjić en la final. També fou finalista a Praga però durant la segona meitat de la temporada no va aconseguir cap resultat destacable.

### Top 10 (2009−2011)

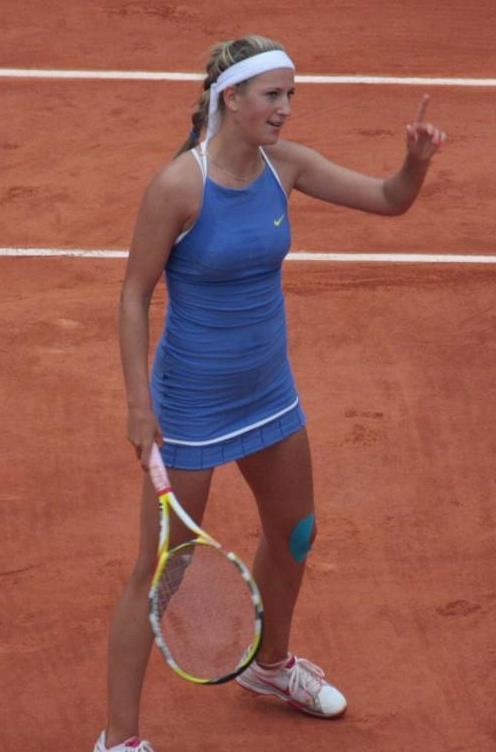
Viktoria Azàrenka al Roland Garros (2009).

L'any 2009 va començar amb un magnífic estat de forma i per fi es va treure l'espina de ser finalista en tants torneigs. A Bribane va guanyar el seu primer títol individual del circuit WTA, vencent a Marion Bartoli en la final. A l'Open d'Austràlia va arribar a quarta ronda però es va retirar a causa d'una lesió quan estava guanyant a la segona cap de sèrie, Serena Williams. Poc després va disputar el torneig de Memphis fent el doblet. Va vèncer en la final de dobles junt a Caroline Wozniacki i va guanyar la final individual precisament a la seva parella. Seguidament va aconseguir el seu títol més important fins al moment en dobles a Indian Wells, aquest cop amb Vera Zvonariova com a companya, i en individuals va perdre a semifinals contra la seva parella, que en fou la campiona. La setmana següent va aconseguir el seu títol més destacat individualment a Miami, derrotant per fi a Serena Williams. Amb aquest resultat va entrar finalment al Top 10 del rànquing mundial, concretament a la posició número 8. Al Roland Garros va arribar per primera ocasió als quarts de final d'un Grand Slam, però va perdre davant Dinara Safina. Amb Ielena Vesninà com a parella, van ser finalistes perdent clarament contra les espanyoles Anabel Medina Garrigues i Virginia Ruano Pascual. A Wimbledon fou derrotada a quarts de final novament per Serena Williams, que en fou la campiona. A partir d'aquí no va aconseguir millorar els seus resultats però el seu rànquing li va permetre participar en la Copa Masters femenina per primera vegada. Allà va guanyar el primer partit contra Jelena Janković però va perdre els altres dos davant Wozniacki i Agnieszka Radwańska, quan els tenia tots molt ben encarats, i fins i tot no aprofitant pilotes de partit. Va acabar la temporada en la posició 7 del rànquing individual amb una trajectòria de 45-15 victòries i derrotes. Malgrat aquests bons resultats, Azàrenka va decidir prescindir del seu entrenador Antonio Van Grichen.

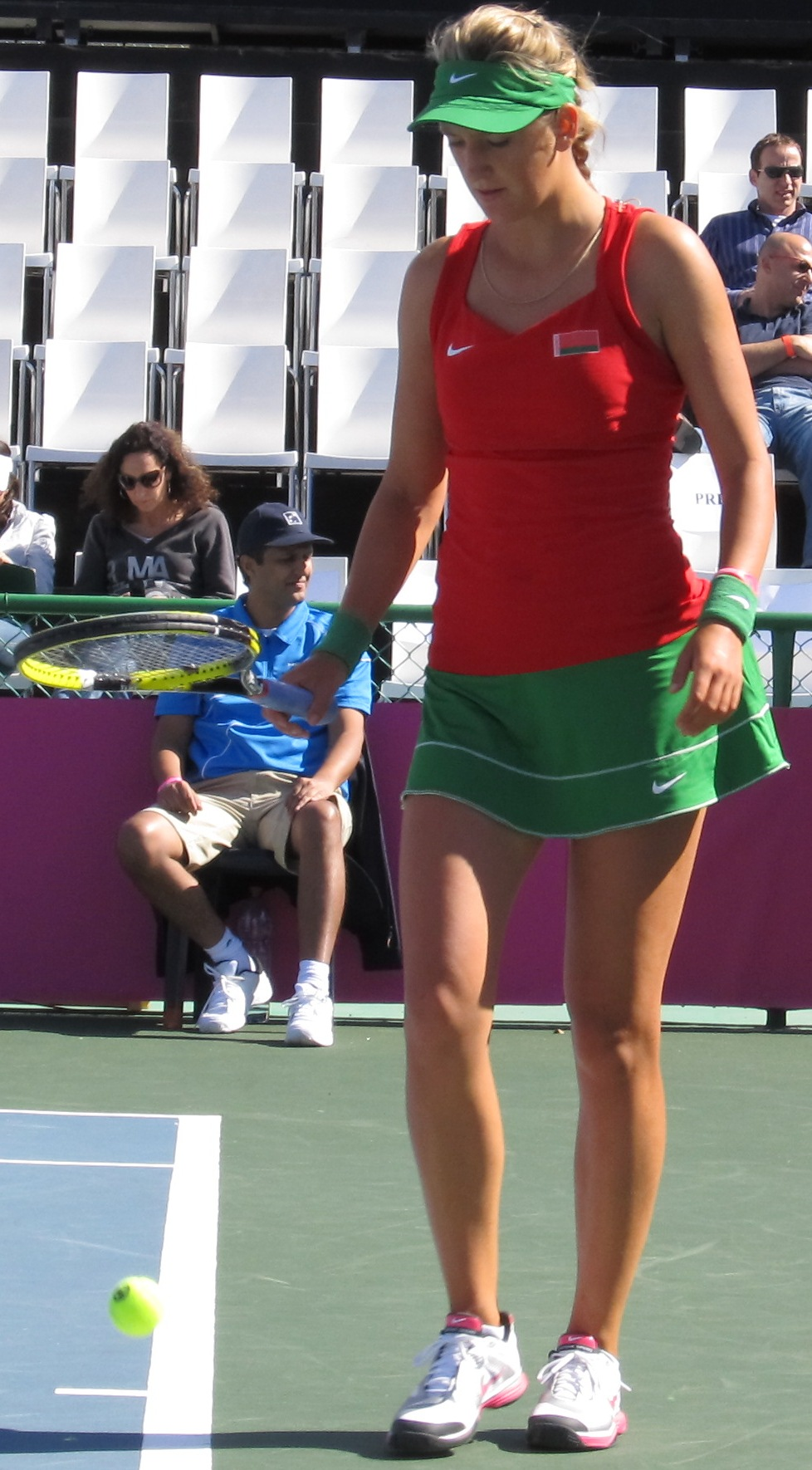
Azàrenka disputant la Copa Federació (2011).

Assentada en el Top 10, el seu objectiu pel 2010 era assaltar el podi de millors tennistes mundials. El primer torneig important fou l'Open d'Austràlia però va caure a quarts de final, novament contra la seva bèstia negra per tercer cop consecutiu, Serena Williams. A Dubai fou finalista però no va superar a Venus Williams. Seguidament no va poder millorar els resultats aconseguits a Indian Wells i Miami, on defensava el títol, i va perdre a tercera i quarta ronda respectivament. Petites lesions van minvar el seu potencial en els següents torneigs i no va aconseguir resultats destacables. Al Roland Garros va arribar justa per la recuperació d'una lesió i va caure a primera ronda, fet que provocà la seva caiguda al número 16 del rànquing. Això no obstant, a Eastbourne va arribar a la final sense ser cap de sèrie, on va perdre davant Iekaterina Makàrova. A Wimbledon tampoc va millorar els seus resultats i va caure a tercera ronda. Els millors resultats de la temporada es van produir durant la preparació de l'Open dels Estats Units. Va guanyar el torneig de Stanford davant Maria Xaràpova i també va aconseguir el títol de Cincinnati en dobles junt a la seva nova parella, Maria Kirilenko. Al US Open va caure a segona ronda, demostrant novament que en les grans cites perdia la seva competitivitat perquè es bloquejava mentalment. A més, aquí va perdre la consciència mentre jugava a causa d'un cop i de la calor, i fou ingressada a l'hospital. Es va recuperar ràpidament i va poder guanyar el segon títol de la temporada a Moscou, derrotant a Kirilenko en la final. Amb aquesta punts va assolir la darrera plaça per disputar la Copa Masters femenina. Va perdre els dos primers partits contra Zvonariova i Kim Clijsters, i va guanyar el tercer a Janković, tot i que ja no tenia possibilitats de classificar-se per la segona fase. Va acabar la temporada en desena posició del rànquing, dins el Top 10 per segon any consecutiu.
Amb la intenció de millorar els seus resultats als Grands Slams, el 2011 va arribar a l'Open d'Austràlia com a vuitena cap de sèrie. Malauradament va perdre novament a quarta ronda, aquest cop davant Li Na, que en fou finalista. Amb Kirilenko com a parella va tornar a ser finalista per segona ocasió perdent contra la millor parella del món, Gisela Dulko i Flavia Pennetta. Després va formar part de l'equip belarús en la Copa Federació, on va guanyar tots els partits i es va classificar per disputar els playoffs d'accedir al grup Grup Mundial II. A Indian Wells es va retirar a causa d'una lesió a quarts de final i llavors va tornar a guanyar a Miami per segona vegada. La setmana següent va disputar el torneig menor de Marbella on també va guanyar. Aquests punts li van permetre pujar fins a la cinquena posició del rànquing mundial millorant la seva millor posició. Seguidament va tornar a participar en la Copa Federació per disputar el playoff contra Estònia, on van guanyar i es van classificar per disputar el Grup Mundial II en l'edició següent. A Madrid fou finalista perdent contra Petra Kvitova, però va aconseguir els punts suficients per pujar fins a la quarta posició del rànquing mundial. Al Roland Garros va arribar a quarts de final novament, i com a Austràlia, també fou derrotada per Li, que en fou la campiona. A Wimbledon va superar el seu millor resultat en un Grand Slam caient a semifinals davant Kvitova. En el torneig de Stanford, on defensava el títol individual, va realitzar un partit horrible en segona ronda perdent contra Marina Erakovic, número 124 el rànquing. Tanmateix, ho va compensar emportant-se el títol de dobles junt a Kirilenko. A Toronto va arribar a semifinals fins que la va aturar Serena Williams, i en dobles es va quedar sense poder jugar la final a causa d'una lesió a la mà. En el US Open va avançar fins a tercera ronda, on fou superada novament per Williams, però aquest resultat li va permetre escalar fins a la tercera posició del rànquing. Seguidament va arribar a semifinals de Tòquio perdent contra Agnieszka Radwańska, però fou suficient per assegurar-se la participació en la Copa Masters d'Istanbul. En el darrer torneig important abans de la Copa Masters, Azàrenka es va retirar a tercera ronda de Pequín a causa d'un dolor al peu dret. Posteriorment va guanyar el tercer títol de la temporada a Luxemburg derrotant a Monica Niculescu en la final. En el WTA Tour Championships va guanyar els dos primers partits contra Stosur i Li Na, i llavors va perdre contra Bartoli en un partit intranscendent. A semifinals va superar ràpidament a Zvonariova però no va poder vèncer a Kvitová.

### Número 1 (2012−present)

#### 2012

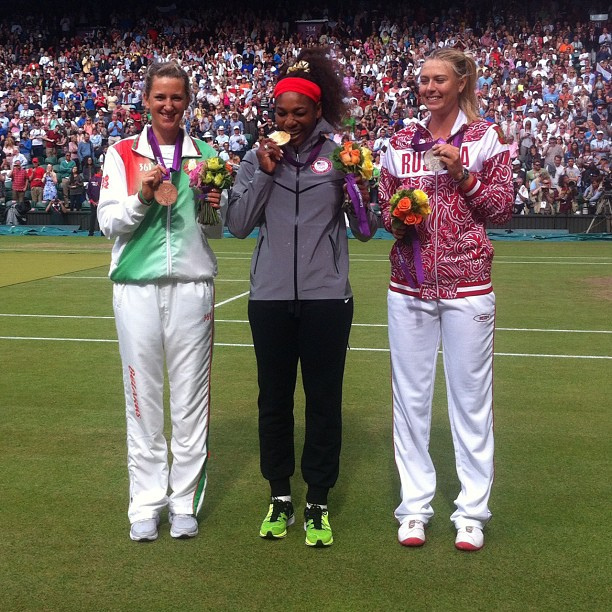
Azàrenka (dreta), Williams i Xaràpova mostrant les medalles olímpiques (2012)

La temporada 2012 va començar de forma excel·lent, primer títol en el primer torneig de l'any a Sydney davant Li Na, defensora del títol. En l'Open d'Austràlia va avançar fins a la final després de vèncer Clijsters a semifinals. En la seva primera final individual de Grand Slam va derrotar a Xaràpova clarament, després del 3-3 inicial va guanyar tots els jocs fins a imposar-se en el partit. Malgrat ser la tercera cap de sèrie, va escalar automàticament al número 1 del rànquing mundial. Poc després va disputar el torneig de Doha i va aconseguir el tercer títol després de superar a Stosur en la final. Va renunciar a participar en el torneig de Dubai per una petita lesió al turmell. A Indian Wells també va seguir amb el mateix nivell i va tornar a superar a Xaràpova, quatre títols en quatre torneigs disputats. A Miami es va trencar la seva ratxa de 26 victòries consecutives en perdre davant Bartoli a quarts de final. Seguidament va disputar el torneig de Stuttgart arribant a la final contra Xaràpova, una nova final entre les dues millors tennistes del moment, però en aquesta ocasió va caure. A Madrid guanyà novament a Radwanska a semifinals (sisena consecutiva durant el 2012) però Serena Williams es va imposar en la final en tot just la seva tercera derrota de l'any. A Roma va avançar a tercera ronda però va abandonar a causa d'uns dolors a l'espatlla. En el Roland Garros va arribar a quarta ronda amb facilitat, però fou sorpresa per Dominika Cibulkova, i com a conseqüència va perdre el número 1 del rànquing individual en mans de Xaràpova. A Wimbledon avançà fins a les semifinals però Serena Williams la va derrotar per després imposar-se en la final. Tanmateix, aquest resultat li va valdre recuperar el número 1 després de quatre setmanes.
Un mes després, Azàrenka va participar en els Jocs Olímpics de Londres, on els esdeveniments es disputaven en les instal·lacions de Wimbledon. Va participar en les categories individual i dobles mixtos junt al seu compatriota Max Mirny, i en ambdues com a principal cap de sèrie. En categoria individual va guanyar els primers quatre partits avançant fins a les semifinals, on va ser derrotada novament per Serena Williams que finalment fou medalla d'or. Això no obstant, es va recuperar de la derrota imposant-se en la final de consolació contra Kirilenko per aconseguir la medalla de bronze. En dobles mixtos es van plantar a la final sense gaires problemes i allà també van superar la parella local formada per Andy Murray i Laura Robson. Poc després havia de tornar al circuit per disputar però en el primer partit de Cincinnati contra Tamira Paszek es va retirar a causa d'una lesió. En el US Open es va classificar per primera vegada pels quarts de final perdent només deu jocs en els primers quatre partits. Va superar Stosur, defensora del títol, i llavors a Xaràpova a semifinals. Malauradament va coincidir amb Serena Williams que la va superar per vuitena ocasió consecutiva, malgrat que en aquesta ocasió va romandre a les portes de la victòria. Això li va permetre retenir el número 1 i classificar-se pel WTA Tour Championships. Posteriorment va disputar el torneig de Tòquio però es va retirar a quarts de final per uns mareigs. A Pequín va coincidir novament amb Xaràpova en la final i la va superar amb claredat, aconseguint el cinquè títol de l'any. A Linz va guanyar un nou torneig contra Julia Goerges. Va acabar la temporada disputant el WTA Tour Championships amb dues victòries contra Angelique Kerber i Na Li, i una derrota contra Serena Williams. Amb aquest resultat es va assegurar acabar l'any com a número 1 però a semifinals fou derrotada per Xaràpova. Va acabar l'any amb 69 victòries i 10 derrotes aconseguint sis títols i establint un nou rècord de guanys econòmics amb gairebé 8 milions de dòlars.

## Palmarès

### Individual: 41 (21−20)
| Abans de 2009                             | 2009 − 2020             | Després de 2021 |
| ----------------------------------------- | ----------------------- | --------------- |
| Grand Slam (2−3)                          |                         |                 |
| WTA Tour Championships / WTA Finals (0−1) |                         |                 |
| Tier I (0−0)                              | Premier Mandatory (6−2) | WTA 1000 (0−1)  |
| Tier II (0−0)                             | Premier 5 (4−2)         | WTA 1000 (0−1)  |
| Tier III (0−1)                            | Premier (4−6)           | WTA 500 (0−0)   |
| Tier IV / V (0−3)                         | International (5−1)     | WTA 250 (0−0)   |

| Títols per superfície |
| --------------------- |
| Dura (20−13)          |
| Gespa (0−1)           |
| Terra batuda (1−6)    |

| Resultat   | Núm. | Data                   | Torneig                                   | Superfície       | Oponent             | Marcador            |
| ---------- | ---- | ---------------------- | ----------------------------------------- | ---------------- | ------------------- | ------------------- |
| Finalista  | 1.   | 6 de maig de 2007      | Estoril, Portugal                         | Terra batuda     | Gréta Arn           | 6−2, 1−6, 6−7(3)    |
| Finalista  | 2.   | 7 d'octubre de 2007    | Taixkent, Uzbekistan                      | Dura             | Pauline Parmentier  | 5−7, 2−6            |
| Finalista  | 3.   | 5 de gener de 2008     | Gold Coast, Austràlia                     | Dura             | Li Na               | 6−4, 3−6, 4−6       |
| Finalista  | 4.   | 4 de maig de 2008      | Praga, República Txeca                    | Terra batuda     | Vera Zvonariova     | 6−7(2), 2−6         |
| Guanyadora | 1.   | 10 de gener de 2009    | Brisbane, Austràlia                       | Dura             | Marion Bartoli      | 6−3, 6−1            |
| Guanyadora | 2.   | 21 de febrer de 2009   | Memphis, Estats Units                     | Dura (i)         | Caroline Wozniacki  | 6−1, 6−3            |
| Guanyadora | 3.   | 4 d'abril de 2009      | Miami, Estats Units                       | Dura             | Serena Williams     | 6−3, 6−1            |
| Finalista  | 5.   | 20 de febrer de 2010   | Dubai, Emirats Àrabs Units                | Dura             | Venus Williams      | 3−6, 5−7            |
| Finalista  | 6.   | 19 de juny de 2010     | Eastbourne, Regne Unit                    | Gespa            | Iekaterina Makàrova | 6−7(5), 4−6         |
| Guanyadora | 4.   | 1 d'agost de 2010      | Stanford, Estats Units                    | Dura             | Maria Xaràpova      | 6−4, 6−1            |
| Guanyadora | 5.   | 24 d'octubre de 2010   | Moscou, Rússia                            | Dura (i)         | Maria Kirilenko     | 6−3, 6−4            |
| Guanyadora | 6.   | 3 d'abril de 2011      | Miami (2)                                 | Dura             | Maria Xaràpova      | 6−1, 6−4            |
| Guanyadora | 7.   | 10 d'abril de 2011     | Marbella, Espanya                         | Terra batuda     | Irina-Camelia Begu  | 6−3, 6−2            |
| Finalista  | 7.   | 8 de maig de 2011      | Madrid, Espanya                           | Terra batuda     | Petra Kvitová       | 6−7(3), 4−6         |
| Guanyadora | 8.   | 23 d'octubre de 2011   | Ciutat de Luxemburg, Luxemburg            | Dura (i)         | Monica Niculescu    | 6−2, 6−2            |
| Finalista  | 8.   | 30 d'octubre de 2011   | WTA Tour Championships, Istanbul, Turquia | Dura (i)         | Petra Kvitová       | 5−7, 6−4, 3−6       |
| Guanyadora | 9.   | 13 de gener de 2012    | Sydney, Austràlia                         | Dura             | Li Na               | 6−2, 1−6, 6−3       |
| Guanyadora | 10.  | 28 de gener de 2012    | Open d'Austràlia, Austràlia               | Dura             | Maria Xaràpova      | 6−3, 6−0            |
| Guanyadora | 11.  | 19 de febrer de 2012   | Doha, Qatar                               | Dura             | Samantha Stosur     | 6−1, 6−2            |
| Guanyadora | 12.  | 18 de març de 2012     | Indian Wells, Estats Units                | Dura             | Maria Xaràpova      | 6−2, 6−3            |
| Finalista  | 9.   | 29 d'abril de 2012     | Stuttgart, Alemanya                       | Terra batuda (i) | Maria Xaràpova      | 1−6, 4−6            |
| Finalista  | 10.  | 13 de maig de 2012     | Madrid (2)                                | Terra batuda (i) | Serena Williams     | 1−6, 3−6            |
| Finalista  | 11.  | 8 de setembre de 2012  | US Open, Estats Units                     | Dura             | Serena Williams     | 2−6, 6−2, 5−7       |
| Guanyadora | 13.  | 7 d'octubre de 2012    | Pequín, Xina                              | Dura             | Maria Xaràpova      | 6−3, 6−1            |
| Guanyadora | 14.  | 14 d'octubre de 2012   | Linz, Àustria                             | Dura (i)         | Julia Görges        | 6−3, 6−4            |
| Guanyadora | 15.  | 26 de gener de 2013    | Open d'Austràlia (2)                      | Dura             | Li Na               | 4−6, 6−4, 6−3       |
| Guanyadora | 16.  | 17 de febrer de 2013   | Doha (2)                                  | Dura             | Serena Williams     | 7−6(6), 2−6, 6−3    |
| Finalista  | 12.  | 19 de maig de 2013     | Roma, Itàlia                              | Terra batuda     | Serena Williams     | 1−6, 3−6            |
| Finalista  | 13.  | 4 d'agost de 2013      | Carlsbad, Estats Units                    | Dura             | Samantha Stosur     | 2−6, 3−6            |
| Guanyadora | 17.  | 18 d'agost de 2013     | Cincinnati, Estats Units                  | Dura             | Serena Williams     | 2−6, 6−2, 7−6(6)    |
| Finalista  | 14.  | 8 de setembre de 2013  | US Open (2)                               | Dura             | Serena Williams     | 5−7, 7−6(6), 1−6    |
| Finalista  | 15.  | 4 de gener de 2014     | Brisbane                                  | Dura             | Serena Williams     | 4−6, 5−7            |
| Finalista  | 16.  | 28 de febrer de 2015   | Doha                                      | Dura             | Lucie Šafářová      | 4−6, 3−6            |
| Guanyadora | 18.  | 9 de gener de 2016     | Brisbane (2)                              | Dura             | Angelique Kerber    | 6−3, 6−1            |
| Guanyadora | 19.  | 20 de març de 2016     | Indian Wells (2)                          | Dura             | Serena Williams     | 6−4, 6−4            |
| Guanyadora | 20.  | 2 d'abril de 2016      | Miami (3)                                 | Dura             | Svetlana Kuznetsova | 6−3, 6−2            |
| Finalista  | 17.  | 7 d'abril de 2019      | Monterrey, Mèxic                          | Dura             | Garbiñe Muguruza    | 1−6, 1−3, retirada  |
| Guanyadora | 21.  | 29 d'agost de 2020     | Cincinnati (2)                            | Dura             | Naomi Osaka         | Renúncia            |
| Finalista  | 18.  | 12 de setembre de 2020 | US Open (2)                               | Dura             | Naomi Osaka         | 6−1, 3−6, 3−6       |
| Finalista  | 19.  | 25 d'octubre de 2020   | Ostrava, República Txeca                  | Dura (i)         | Arina Sabalenka     | 2−6, 2−6            |
| Finalista  | 20.  | 17 d'octubre de 2021   | Indian Wells                              | Dura             | Paula Badosa        | 6−7(5), 6−2, 6−7(2) |

#### Períodes com a número 1
| Núm. | Precedida per      | Dates                   | Succeïda per    | Setmanes | Acumulat |
| ---- | ------------------ | ----------------------- | --------------- | -------- | -------- |
| 1.   | Caroline Wozniacki | 30/01/2012 − 10/06/2012 | Maria Xaràpova  | 19       | 19       |
| 2.   | Maria Xaràpova     | 09/07/2012 − 17/02/2013 | Serena Williams | 32       | 51       |

### Dobles femenins: 21 (10−11)
| Abans de 2009                             | 2009 − 2020             | Després de 2021 |
| ----------------------------------------- | ----------------------- | --------------- |
| Grand Slam (0−4)                          |                         |                 |
| WTA Tour Championships / WTA Finals (0−0) |                         |                 |
| Tier I (0−2)                              | Premier Mandatory (2−0) | WTA 1000 (1−0)  |
| Tier II (0−3)                             | Premier 5 (1−0)         | WTA 1000 (1−0)  |
| Tier III (0−1)                            | Premier (2−1)           | WTA 500 (1−0)   |
| Tier IV / V (1−0)                         | International (2−0)     | WTA 250 (0−0)   |

| Títols per superfície |
| --------------------- |
| Dura (6−7)            |
| Gespa (1−0)           |
| Terra batuda (3−2)    |
| Moqueta (0−1)         |

| Resultat   | Núm. | Data                   | Torneig                     | Superfície   | Parella             | Oponents                                       | Marcador         |
| ---------- | ---- | ---------------------- | --------------------------- | ------------ | ------------------- | ---------------------------------------------- | ---------------- |
| Finalista  | 1.   | 26 de febrer de 2006   | Memphis, Estats Units       | Dura         | Caroline Wozniacki  | Lisa Raymond Samantha Stosur                   | 6−7(2), 3−6      |
| Guanyadora | 1.   | 14 de maig de 2006     | Taixkent, Uzbekistan        | Dura         | Tatsiana Putxak     | Maria Elena Camerin Emmanuelle Gagliardi       | Renúncia         |
| Finalista  | 2.   | 29 de juliol de 2007   | Stanford, Estats Units      | Dura         | Anna Txakvetadze    | Sania Mirza Shahar Pe'er                       | 4−6, 6−7(5)      |
| Finalista  | 3.   | 5 d'agost de 2007      | San Diego, Estats Units     | Dura         | Anna Txakvetadze    | Cara Black Liezel Huber                        | 5−7, 4−6         |
| Finalista  | 4.   | 30 de setembre de 2007 | Luxemburg, Luxemburg        | Dura (i)     | Shahar Pe'er        | Iveta Benešová Janette Husárová                | 4−6, 2−6         |
| Finalista  | 5.   | 14 d'octubre de 2007   | Moscou, Rússia              | Moqueta (i)  | Tatsiana Putxak     | Cara Black Liezel Huber                        | 6−4, 1−6, [7−10] |
| Finalista  | 6.   | 25 de gener de 2008    | Open d'Austràlia, Austràlia | Dura         | Shahar Pe'er        | Alona Bondarenko Katerina Bondarenko           | 6−2, 1−6, 4−6    |
| Finalista  | 7.   | 13 d'abril de 2008     | Amelia Island, Estats Units | Terra batuda | Ielena Vesninà      | Bethanie Mattek Vladimíra Uhlířová             | 3−6, 1−6         |
| Guanyadora | 2.   | 21 de febrer de 2009   | Memphis                     | Dura (i)     | Caroline Wozniacki  | Yuliana Fedak Michaëlla Krajicek               | 6−1, 7−6(2)      |
| Guanyadora | 3.   | 4 d'abril de 2009      | Indian Wells, Estats Units  | Dura         | Vera Zvonariova     | Gisela Dulko Shahar Pe'er                      | 6−3, 3−6, [10−5] |
| Finalista  | 8.   | 24 de maig de 2009     | Roland Garros, França       | Terra batuda | Ielena Vesninà      | Anabel Medina Garrigues Virginia Ruano Pascual | 1−6, 1−6         |
| Guanyadora | 4.   | 15 d'abril de 2010     | Cincinnati, Estats Units    | Dura         | Maria Kirilenko     | Lisa Raymond Rennae Stubbs                     | 7−6(4), 7−6(8)   |
| Finalista  | 9.   | 28 de gener de 2011    | Open d'Austràlia (2)        | Dura         | Maria Kirilenko     | Gisela Dulko Flavia Pennetta                   | 6−2, 5−7, 3−6    |
| Guanyadora | 5.   | 5 de maig de 2011      | Madrid, Espanya             | Terra batuda | Maria Kirilenko     | Květa Peschke Katarina Srebotnik               | 6−4, 6−3         |
| Guanyadora | 6.   | 31 de juliol de 2011   | Stanford                    | Dura         | Maria Kirilenko     | Liezel Huber Lisa Raymond                      | 6−1, 6−3         |
| Finalista  | 10.  | 15 d'agost de 2011     | Toronto, Canadà             | Dura         | Maria Kirilenko     | Liezel Huber Lisa Raymond                      | Renúncia         |
| Guanyadora | 7.   | 2 de març de 2019      | Acapulco, Mèxic             | Dura         | Zheng Saisai        | Desirae Krawczyk Giuliana Olmos                | 6−1, 6−2         |
| Guanyadora | 8.   | 19 de maig de 2019     | Roma, Itàlia                | Terra batuda | Ashleigh Barty      | Anna-Lena Grönefeld Demi Schuurs               | 4−6, 6−0, [10−3] |
| Finalista  | 11.  | 8 de setembre de 2019  | US Open, Estats Units       | Dura         | Ashleigh Barty      | Elise Mertens Arina Sabalenka                  | 5−7, 5−7         |
| Guanyadora | 9.   | 20 de juny de 2021     | Berlín, Alemanya            | Gespa        | Arina Sabalenka     | Nicole Melichar Demi Schuurs                   | 4−6, 7−5, [10−4] |
| Guanyadora | 10.  | 7 de maig de 2023      | Madrid, Espanya             | Terra batuda | Beatriz Haddad Maia | Coco Gauff Jessica Pegula                      | 6−1, 6−4         |

### Dobles mixts: 4 (3−1)
| Resultat   | Núm. | Data              | Torneig                            | Superfície   | Parella    | Oponents                          | Marcador         |
| ---------- | ---- | ----------------- | ---------------------------------- | ------------ | ---------- | --------------------------------- | ---------------- |
| Finalista  | 1.   | 2007              | Open d'Austràlia, Austràlia        | Dura         | Maks Mirni | Elena Likhovtseva Daniel Nestor   | 4−6, 4−6         |
| Guanyadora | 1.   | 2007              | US Open, Estats Units              | Dura         | Max Mirnyi | Meghann Shaughnessy Leander Paes  | 6−4, 7−6(6)      |
| Guanyadora | 2.   | 2008              | Roland Garros, França              | Terra batuda | Bob Bryan  | Katarina Srebotnik Nenad Zimonjić | 6−2, 7−6(4)      |
| Guanyadora | 3.   | 5 d'agost de 2012 | Jocs Olímpics, Londres, Regne Unit | Gespa        | Max Mirnyi | Laura Robson Andy Murray          | 2−6, 6−3, [10−8] |

## Trajectòria

### Individual
| Open d'Austràlia | A           | 1R          | 3R          | 3R    | 4R          | QF          | 4R          | G     | G           | QF          | 4R          | QF   | A           | A           | 1R          | A           | 1R   | 4R    | SF | 4R | 2 / 16    | 50 – 14   |
| Roland Garros | A           | 1R          | 1R          | 4R    | QF          | 1R          | QF          | 4R    | SF          | A           | 3R          | 1R   | A           | 1R          | 2R          | 2R          | 4R   | 3R    | 1R | 2R | 0 / 17    | 29 – 17   |
| Wimbledon | A           | 1R          | 3R          | 3R    | QF          | 3R          | SF          | SF    | 2R          | 2R          | QF          | A    | 4R          | 2R          | 3R          | NC          | 2R   | A     | 4R |    | 0 / 15    | 36 – 14   |
| US Open | A           | 3R          | 4R          | 3R    | 3R          | 2R          | 3R          | F     | F           | QF          | QF          | A    | A           | 3R          | 1R          | F           | 3R   | 4R    | 2R |    | 0 / 16    | 46 – 16   |
| Jocs Olímpics | No celebrat | No celebrat | No celebrat | 3R    | No celebrat | No celebrat | No celebrat | 3a    | No celebrat | No celebrat | No celebrat | A    | No celebrat | No celebrat | No celebrat | No celebrat | A    | NC    | NC |    | 0 / 2     | 7 – 2     |
| WTA Championships | A           | A           | A           | A     | RR          | RR          | F           | SF    | RR          | A           | A           | A    | A           | A           | A           | NC          | A    |       |    |    | 0 / 5     | 8 – 9     |
| Total Victòries–Derrotes | 3−2         | 9−12        | 30−16       | 40−20 | 45−15       | 42−20       | 55−17       | 69−10 | 43−9        | 15−9        | 31−13       | 26−3 | 4−2         | 17−12       | 22−18       | 14−4        | 28−9 | 22−12 |    |    | 525 – 208 | 525 – 208 |
| Rànquing a final d'any | 146         | 92          | 30          | 15    | 7           | 10          | 3           | 1     | 2           | 32          | 22          | 13   | 208         | 50          | 51          | 13          | 27   | 26    |    |    |           |           |
| Llegenda: G: Guanyadora; F: Finalista; SF: Semifinalista; QF: Quarts de final; Q: Qualificació; A: Absent; RR: Round Robin; |             |             |             |       |             |             |             |       |             |             |             |      |             |             |             |             |      |       |    |    |           |           |

### Dobles femenins
| Torneig | 2006 | 2007  | 2008  | 2009        | 2010        | 2011        | 2012 | ... | 2017        | 2018        | 2019        | 2020        | 2021 | 2022 | 2023 | 2024 | Títols   | V – D    |
| --- | ---- | ----- | ----- | ----------- | ----------- | ----------- | ---- | --- | ----------- | ----------- | ----------- | ----------- | ---- | ---- | ---- | ---- | -------- | -------- |
| Open d'Austràlia | A    | A     | F     | 3R          | 3R          | F           | A    |     | A           | A           | 2R          | A           | A    | A    | A    |      | 0 / 5    | 15 − 4   |
| Roland Garros | A    | 1R    | QF    | F           | 2R          | QF          | A    |     | A           | A           | 3R          | A           | A    | A    | 2R   |      | 0 / 7    | 15 − 7   |
| Wimbledon | A    | 2R    | QF    | 3R          | 1R          | A           | A    |     | A           | A           | 3R          | NC          | A    | A    | 2R   |      | 0 / 6    | 9 − 4    |
| US Open | A    | 1R    | 1R    | 2R          | A           | A           | A    |     | A           | 2R          | F           | 2R          | A    | A    | QF   |      | 0 / 7    | 10 − 7   |
| Jocs Olímpics | NC   | NC    | 2R    | No celebrat | No celebrat | No celebrat | A    |     | No celebrat | No celebrat | No celebrat | No celebrat | A    | NC   | NC   |      | 0 / 1    | 1 – 1    |
| Total Victòries–Derrotes | 7−3  | 15−11 | 27−12 | 23−6        | 15−7        | 29−6        | 1−0  |     | 0−0         | 2−4         | 27−8        | 2−3         | 5−2  |      |      |      | 153 – 63 | 153 – 63 |
| Rànquing a final d'any | 110  | 32    | 12    | 15          | 44          | 12          | 367  |     | −           | 272         | 18          | 21          | 159  |      |      |      |          |          |
| Llegenda: G: Guanyadora; F: Finalista; SF: Semifinalista; QF: Quarts de final; Q: Qualificació; A: Absent; RR: Round Robin; |      |       |       |             |             |             |      |     |             |             |             |             |      |      |      |      |          |          |

### Dobles mixts
| Torneig | 2006        | 2007        | 2008        | 2009        | 2010        | 2011        | 2012 | 2013        | 2014        | 2015        | 2016 | 2017        | 2018        | 2019        | 2020        | 2021 | 2022 | Títols | V – D |
| --- | ----------- | ----------- | ----------- | ----------- | ----------- | ----------- | ---- | ----------- | ----------- | ----------- | ---- | ----------- | ----------- | ----------- | ----------- | ---- | ---- | ------ | ----- |
| Open d'Austràlia | A           | F           | 1R          | A           | A           | A           | A    | A           | A           | A           | A    | A           | A           | A           | NC          | A    | A    | 0 / 2  | 4 − 2 |
| Roland Garros | A           | 1R          | G           | A           | A           | A           | A    | A           | A           | A           | A    | A           | A           | A           | NC          | A    | A    | 1 / 2  | 5 − 1 |
| Wimbledon | A           | 2R          | A           | A           | A           | A           | 3R   | A           | A           | A           | A    | 1R          | F           | A           | NC          | A    | A    | 0 / 4  | 7 − 4 |
| US Open | 2R          | G           | A           | A           | A           | A           | A    | A           | A           | A           | A    | A           | A           | A           | NC          | A    | 1R   | 1 / 3  | 6 − 2 |
| Jocs Olímpics | No celebrat | No celebrat | No celebrat | No celebrat | No celebrat | No celebrat | 1a   | No celebrat | No celebrat | No celebrat | A    | No celebrat | No celebrat | No celebrat | No celebrat | A    | NC   | 1 / 1  | 4 – 0 |
| Llegenda: G: Guanyadora; F: Finalista; SF: Semifinalista; QF: Quarts de final; Q: Qualificació; A: Absent; RR: Round Robin; |             |             |             |             |             |             |      |             |             |             |      |             |             |             |             |      |      |        |       |

## Guardons
- WTA Comeback Player of the Year (2020)